# 華金 (正德進士)
華金（1479年—？），字子宣，號嵩峰，直隸常州府無錫縣人，民籍，明朝政治人物。

## 生平
正德五年（1510年）庚午科應天府鄉試第四名舉人。正德十六年（1521年）中式辛巳科會試第一百九十八名，登第三甲第二百一十七名進士。授户部主事，累官雲南布政司右参议，嘉靖十三年（1534年）六月升山东天津副使，十四年正月考察以年老致仕。

## 家族
曾祖華守正，曾任義官；祖父華德，曾任義官；父華智，曾任義官。母錢氏。具庆下。弟華石、華竹（義官）、華木。